# Panasonic
Panasonic Corporation (fino al 2010 Matsushita Electric Industrial Co.) è uno dei maggiori conglomerati multinazionali al mondo dell'elettronica di consumo, fondata a Osaka nel 1918 da Konosuke Matsushita.

## Storia
Matsushita ha sempre utilizzato diversi marchi per commercializzare i suoi prodotti. Al contrario di altre aziende del Giappone. 
- Il marchio principale del gruppo è Panasonic in uso dal 1955, che comprende l'elettronica di consumo generale. In origine, il marchio venne commercializzato in Giappone con il nome "National".[3]
- Il marchio Sanyo è utilizzato per commercializzare apparecchi radio, batterie e supporti magnetici.
- Il marchio Technics nato nel 1965 ed è tuttora utilizzato nel settore dell'alta fedeltà.
- Il marchio Matsushita, invece, è rimasto utilizzato prevalentemente nel settore dell'elettrotecnica. Al suo interno hanno lavorato figure di alto profilo tecnico.
- Il marchio Lumix in uso dal 2001 per commercializzare le fotocamere digitali.

Dal 1953 al 2008 ha controllato anche un altro famoso marchio, la JVC.
Dal 1974 al 2005 ha controllato anche il marchio statunitense Quasar. Questa sottomarca venne utilizzata per la prima volta dalla Motorola nel 1967. Si trattava di una gamma di modelli di televisori a colori transistorizzati, che venivano commercializzati con incluse alcune parti di ricambio. Con il termine della loro produzione, nel 2005, Matsushita decise di non rinnovare la licenza al marchio. Ciò nonostante, nel 2013, Panasonic of North America ha registrato nuovamente il marchio Quasar per essere utilizzato su un'ampia varietà di dispositivi elettronici da società minori di terze parti.
Il 10 gennaio 2008 la società, già Matsushita Electric, annunciò l'intenzione di mutare il nome della società diventando Panasonic Corporation. Il cambio di denominazione nacque dalla notevole notorietà acquisita nel tempo dal principale marchio posseduto dalla società e diventò operativo dal 1º ottobre 2008.
La transizione tra i due marchi si concluse nel marzo del 2010.
Nel corso del 2009 Panasonic ha acquisito Sanyo Electric Co. Inoltre, Panasonic ha una divisione nel campo della gomma e sviluppa pneumatici per il settore bici sotto il nome di Panaracer.

## Ricerca e sviluppo
Nel 1995 insieme a Philips, Sony e Toshiba è fondatore del consorzio di aziende che hanno stabilito le linee guida dello standard del DVD per l'Industria cinematografica. In collaborazione con SanDisk e Toshiba , l'allora ex Matsushita, ha introdotto nel 1999 la SD Card come supporto di memoria espandibile, in sostituzione delle  MMC. Le SD in seguito sono diventate lo standard del settore. Insieme ad Olympus è l'azienda che ha lanciato a fine 2008 il nuovo standard fotografico denominato Micro Quattro Terzi. Panasonic figura anche tra le aziende fondatrici dello standard HDR10+,  assieme a Samsung e 20th Century Studios. Tecnologia implementata nelle televisioni e lettori ad alta definizione, a partire dal 2018.